# Meta要素
meta要素（めたようそ）とは、一般に、ウェブページを記述するHTMLにおいて、ページを記述する文字コードや、そのコンテンツに関する著者や期限やキーワードといった、メタデータを表現するHTML要素（META element）である。
HTMLでは、meta要素に以下のいずれかの属性を必須としており、それぞれ用途が存在する。
- name属性
- http-equiv属性
- charset属性
- itemprop属性

このほか、上記の4つの属性を持たず、以下の属性を用いる場合もある。
- property属性
  - RDFa（英語版）で規定されているもので、現実にはOpen Graph Protocolでよく使われている。

## name属性
name属性がある場合、文書のメタデータを指定する意味になる。name属性とcontent属性で「名前、値」の組を指定する。名前の利用は基本的には自由であるものの、一部の用法はHTML標準で規定されているほか、WHATWG WikiのMetaExtensionsで情報が収集されている。
次に（いわゆる）メタタグの例を挙げる。
```
<
META
 
name
=
"Author"
 
lang
=
"fr"
 
content
=
"Arnaud Le Hors"
>

```

ここに記載される、メタデータの「名前、値」の属性セットは、各HTTPユーザーエージェント（つまりはブラウザーやクロウラー）によってそれぞれ解釈され、その対応度は各ユーザーエージェントによって異なる。また、ユーザーエージェントにサポートされないメタタグは単に無視される。

### 標準メタデータ名
HTML標準では、name属性の値として以下が規定されている。
- application-name
- author
- description
- generator
- keywords
- referrer
- theme-color

#### 非標準
- robots
- viewport
- format-detection

## http-equiv属性
http-equiv属性は、対象のHTMLファイルを送信するときに使用されるHTTPで送られるべき情報（例えば、文字コードや言語など）をHTMLファイル内に記述するために用いられる。以下はページの記述言語を日本語に設定する例である。
```
<
meta
 
http-equiv
=
"Content-Language"
 
content
=
"ja"
>

```

## charset属性
charset属性は、対象のHTML文書における文字コードの指定に用いられる。以下はUTF-8を指定する例である。
```
<
meta
 
charset
=
"UTF-8"
>

```

HTML 4.01までは、charset属性は規定されておらず、文字コードの指定にはhttp-equiv属性を以下のように使用していた。
```
<
meta
 
http-equiv
=
"Content-Type"
 
content
=
"text/html; charset=UTF-8"
>

```

しかし、その一方でこれを正しく記述できていないウェブページのため、ウェブブラウザは当時からcharset属性を認識するようになっていた。その結果、正式にcharset属性がHTML標準に規定されることとなった。